# Århus (amt)
L’amt d’Århus était un des amter (département) du Danemark. Il a été intégré dans la région du Jutland-Central. Il tenait son nom de la ville d’Århus.

## Géographie
L’amt d’Århus était situé sur la côte est du Jutland.